# Miami Herald
The Miami Herald è un quotidiano statunitense pubblicato a Miami nel 1903. Di proprietà della The McClatchy Company, ha la sua sede a Sweetwater, una cittadina situata nell'area occidentale della contea di Miami-Dade.
È considerato uno dei principali quotidiani della Florida meridionale, ma è anche diffuso nel resto dello stato, dove è il quinto giornale più diffuso. Un tempo era diffuso anche nei Caraibi e in alcuni paesi dell'America Latina. Dall'inizio delle sue pubblicazioni l'Herald ha vinto 22 Premi Pulitzer.

## Storia
Il giornale fu fondato da Frank B. Stoneman quando trasferì a Miami da Orlando la testata Orlando Record. Il primo numero uscì il 15 settembre 1903 come The Miami Evening Record. Dopo la recessione del 1907, il giornale ebbe gravi difficoltà finanziarie. Nel dicembre dello stesso anno iniziò a pubblicare come Miami Morning News-Record. Il suo più grande creditore era Henry Flagler. Attraverso un prestito di Flagler, Frank B. Shutts, che era anche il fondatore dello studio legale Shutts & Bowen, acquistò il giornale e lo ribattezzò Miami Herald il 1º dicembre 1910. Il 25 ottobre 1939 il giornale fu acquisito da John S. e James L. Knight. 
Nel 1946 uscì il Miami Herald International Edition, un'edizione (soprannominata clipper perché spedita su idrovolanti "clipper" della Pan Am) stampata dai giornali partner nei Caraibi e in America Latina. È comunemente disponibile nelle località dei paesi caraibici come la Repubblica Dominicana e, sebbene stampato dal più grande quotidiano locale Listín Diario, è non è disponibile al di fuori di tali aree turistiche. 
Nel 1951 vinse il suo primo dei suoi oltre venti premi Pulitzer per aver denunciato la criminalità organizzata a Miami. Nel 1974, insieme ad altri nel gruppo Knight Newspapers, si fuse con Ridder Publications per diventare Knight Ridder. Due anni dopo uscì La pubblicazione di un inserto supplementare in lingua spagnola chiamato El Herald. Quest'ultima pubblicazione fu ribattezzata El Nuevo Herald nel 1987 e nel 1998 è diventata una testata indipendente.
Nel 2006 la Knight Ridder fu acquisita dalla The McClatchy Company.
Il 17 dicembre 2019 è stato annunciato che il Miami Herald sarebbe passato a un formato di sei giorni alla settimana.[30]
Il 21 gennaio 2020 è stato annunciato che il Miami Herald avrebbe chiuso il suo impianto di stampa di Doral e avrebbe trasferito le sue operazioni di stampa e imballaggio negli impianti di stampa del South Florida Sun Sentinel a Deerfield Beach. L'Herald ha smesso di stampare le proprie edizioni a partire dal 26 aprile 2020.